# Cyclorana maculosa
Cyclorana maculosa és una espècie de granota endèmica d'Austràlia.